# نصف سحلب
نصف سحلب (الاسم العلمي: Hemiorchis)، جنس نباتات من فصيلة الزنجبيلية.يتشمل على ثلاثة أنواع معترف بها ، موطنها جبال الهيمالايا الشرقية من نيبال إلى ميانمار.
- Hemiorchis burmanica Kurz - ميانمار
- Hemiorchis pantlingii King - آسام، نيبال، بوتان، أروناجل برديش، ميانمار
- Hemiorchis rhodorrhachis K.Schum. in H.G.A.Engler - آسام، بوتان، أروناجل برديش، ميانمار